# 35646 Estela
35646 Estela è un asteroide della fascia principale. Scoperto nel 1998, presenta un'orbita caratterizzata da un semiasse maggiore pari a 3,0927748 au e da un'eccentricità di 0,1026798, inclinata di 4,58577° rispetto all'eclittica.